# Salvia madrensis
Salvia madrensis là một loài thực vật có hoa trong họ Hoa môi. Loài này được Seem. miêu tả khoa học đầu tiên năm 1856.

## Hình ảnh

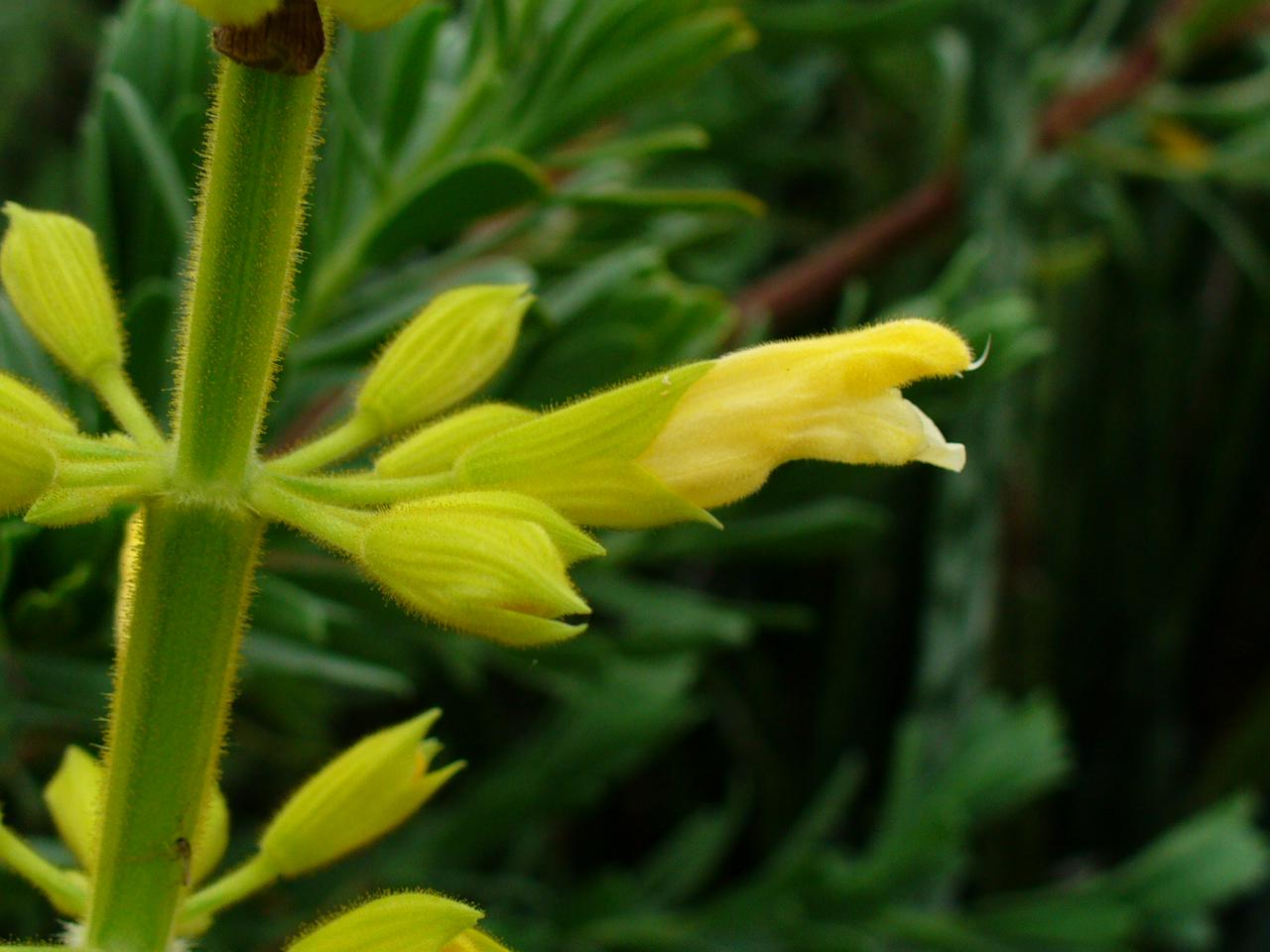
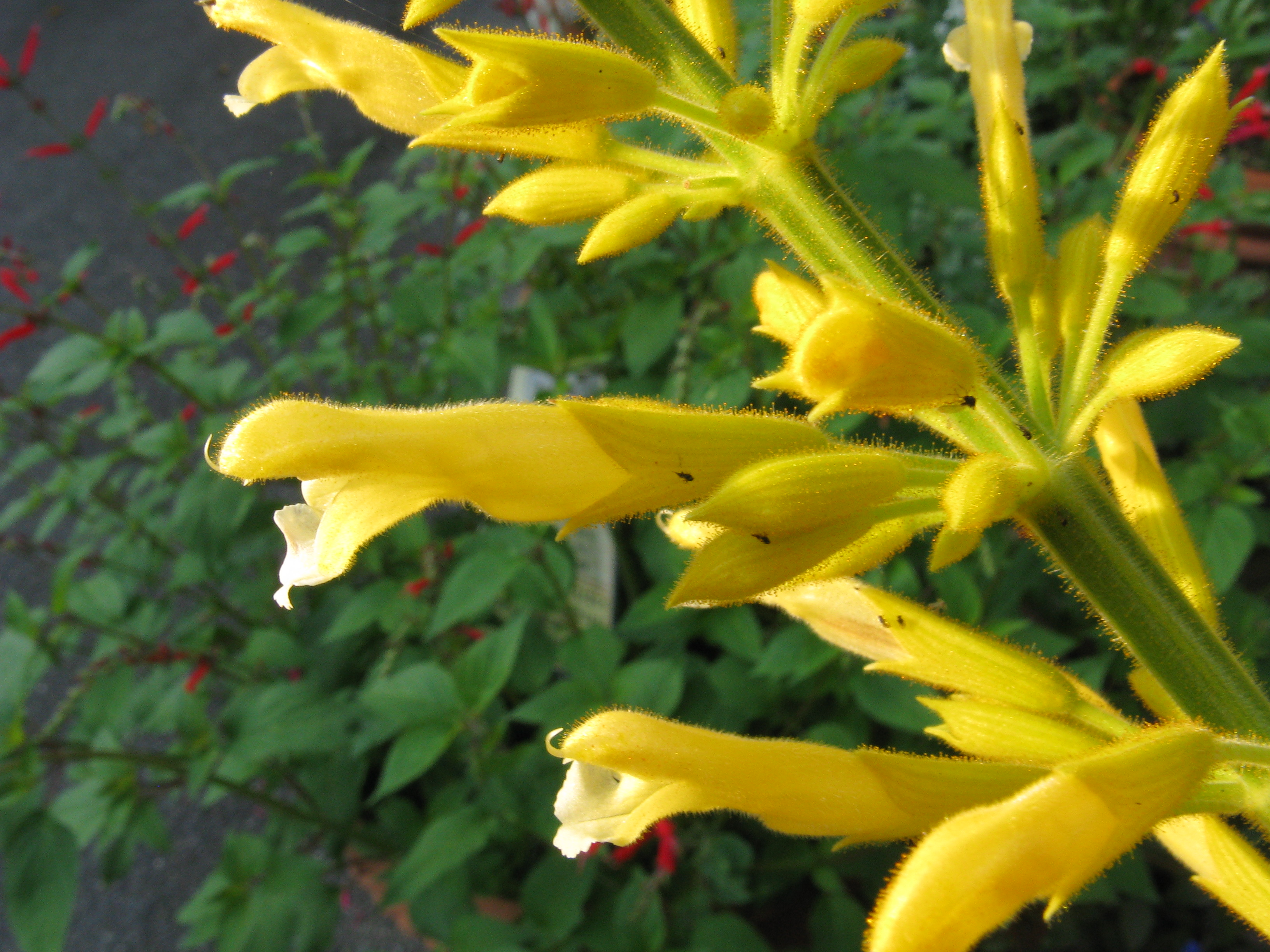
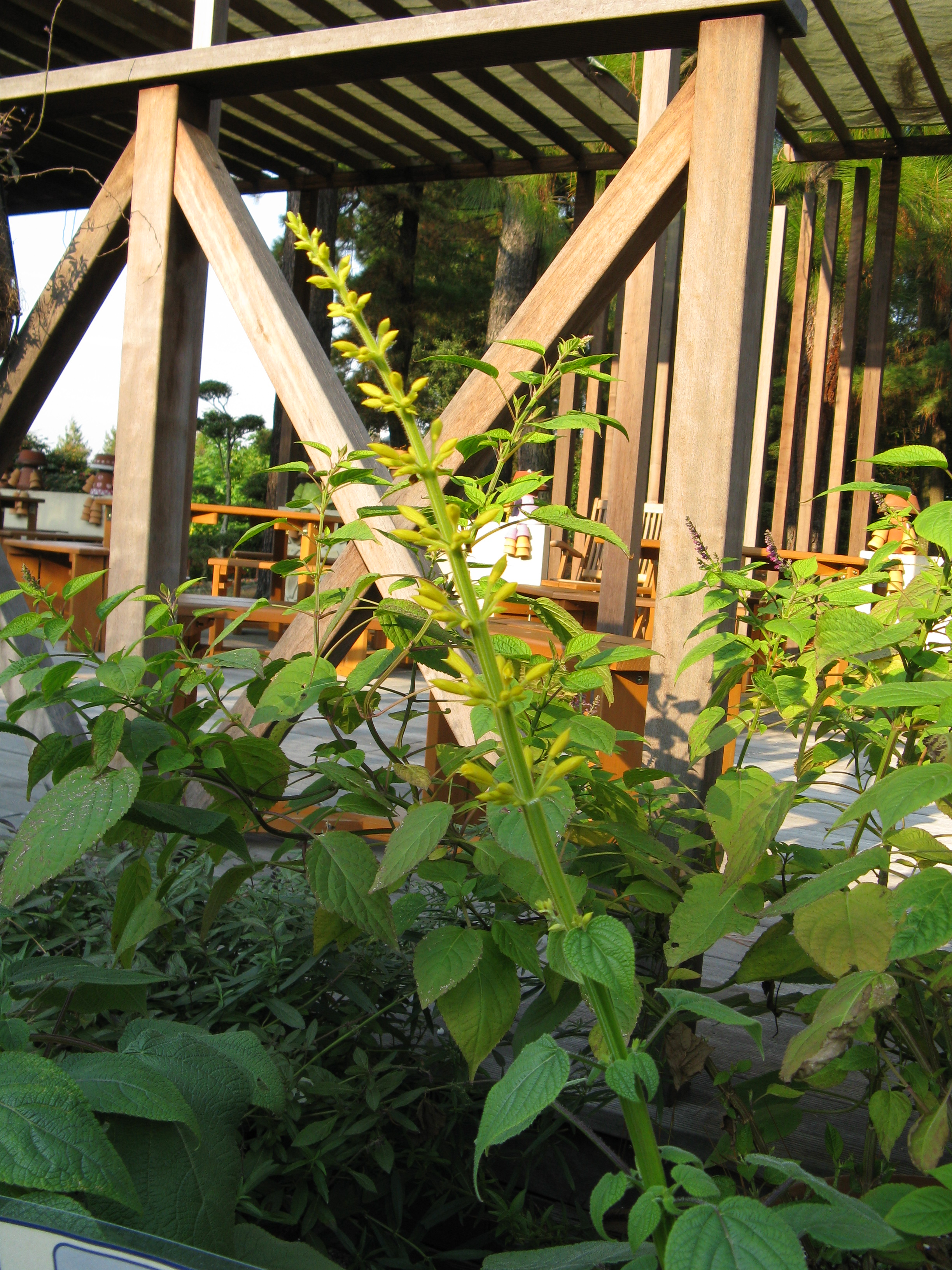

- Tập tin:Salvia madrensis (Scott Zona) 001.jpg